# دگرهستی‌ها در ژرفای آسمان

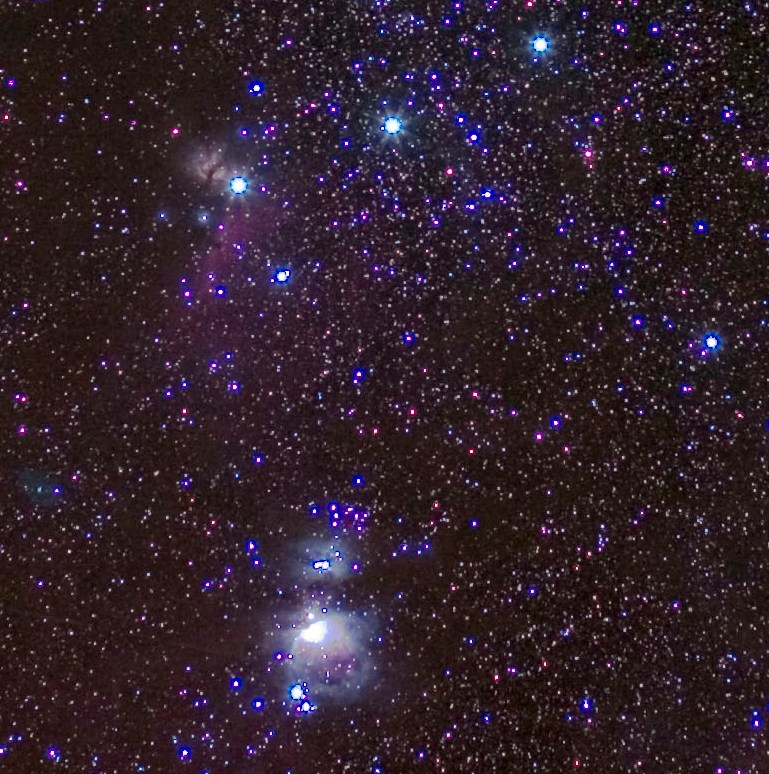
چندین سحابی در صورت فلکی شکارچی که عوام آن‌ها را (دگرهستی‌ها در ژرفای آسمان می‌نامند)

دگرهستی‌ها در ژرفای آسمان (به انگلیسی: Deep-sky objects) جرم‌های آسمانیِ دیگر بجز ستارگان و سامانه‌های پیرامونشان هستند. این دگرهستی‌ها، هر یافته‌ای سوای خورشید، ماه، سیارهها، دنباله دارها، و غیره را در بر می‌گیرد. در اخترشناسی، این گروه‌بندی به ویژه برای علامت گذاری‌ها و نوشتن تعریف‌ها، بیشتر توسط اخترشناسان آماتوری استفاده می‌شود و در توضیح رصدگری جرم‌های بسیار کم نور مانند خوشه‌های ستاره‌ای، سحابی‌ها و کهکشان‌های مشاهده شده نیز در توضیح به کارگیری کارافزارهای اخترشناسی، یا با چشم غیر مسلح، کاربرد دارد.

## تاریخچهٔ دگرهستی‌ها
دگرهستی‌ها در ژرفای آسمان، به‌عنوان یک گروه بندی در اخترشناسی، به‌زودی پس از پدیداری و به‌کارگیری تلسکوپ آغاز شد. یکی از مشروح‌ترین لیست‌های آغازین، کاتولوگ مسیهٔ ۱۷۷۴ شارل مسیه بود. این کاتولوگ شامل ۱۰۳ «سحابی» و دیگر جرم‌های کم نور؛ که شارل آن‌ها را «مزاحم» به حساب می‌آورد؛ چون آن‌ها می‌توانستند با دنباله‌دارها اشتباه گرفته شوند، بود. در حقیقت دنباله‌دارها همان جرم‌هایی بودند که شارل در ژرفای آسمان به دنبال آن‌ها می‌گشت. با بهبود روزافزون تلسکوپ‌ها این سحابی‌ها به طبقه‌بندی‌های بیشتری مانند ستارگان، خوشه‌های ستاره‌ای و کهکشان‌ها توصیف علمی شدند.

## فهرست دگرهستی‌های آسمانی
گونه‌های جرم‌های ژرف آسمانی بسیاری هستند که گروه بندی دگرهستی‌ها آن‌ها را شامل می‌شود
- خوشه‌های ستاره‌ای
  - خوشه ستاره‌ای باز
  - خوشه ستاره‌ای کروی
- سحابی‌ها
  - سحابی‌های تاریک
  - سحابی‌های سیاره‌نما
- کهکشان‌ها